# Lijst van voetbalinterlands Mauritanië - Oeganda
Deze lijst van voetbalinterlands is een overzicht van alle officiële voetbalwedstrijden tussen de nationale teams van Mauritanië en Oeganda. De landen speelden tot op heden drie keer tegen elkaar. De eerste ontmoeting was een vriendschappelijke wedstrijd op 2 januari 2014 in Kampala. Het laatste duel, een kwalificatiewedstrijd voor de Afrika Cup 2015, werd gespeeld in Nouakchott op 3 augustus 2014.

## Wedstrijden
| № | Plaats     | Datum           | Competitie                   | Wedstrijd            | Uitslag |
| - | ---------- | --------------- | ---------------------------- | -------------------- | ------- |
| 1 | Kampala    | 2 januari 2014  | Vriendschappelijk            | Oeganda − Mauritanië | 3 − 0   |
| 2 | Kampala    | 19 juli 2014    | Afrika Cup 2015 kwalificatie | Oeganda − Mauritanië | 2 − 0   |
| 3 | Nouakchott | 3 augustus 2014 | Afrika Cup 2015 kwalificatie | Mauritanië − Oeganda | 0 − 1   |

## Samenvatting
| Competitie              | Totaal gespeeld | Winst Mauritanië | Gelijk | Winst Oeganda | Doelsaldo Mauritanië – Oeganda |
| ----------------------- | --------------- | ---------------- | ------ | ------------- | ------------------------------ |
| Afrika Cup-kwalificatie | 2               | 0                | 0      | 2             | 0 − 3                          |
| Vriendschappelijk       | 1               | 0                | 0      | 1             | 0 − 3                          |
| Totaal                  | 3               | 0                | 0      | 3             | 0 − 6                          |

FFRIM · A-internationals · Mauritaans vrouwenelftal
1960 – 1969 · 
1970 – 1979 · 
1980 – 1989 · 
1990 – 1999 · 
2000 – 2009 · 
2010 – 2019 ·
2020 − 2029
Algerije ·
Angola ·
Bahrein ·
Benin ·
Botswana ·
Burkina Faso ·
Burundi ·
Canada ·
Centraal-Afrikaanse Republiek ·
Comoren ·
Congo-Brazzaville ·
Congo-Kinshasa ·
Equatoriaal-Guinea ·
Egypte ·
Ethiopië ·
Gabon ·
Gambia ·
Guinee ·
Guinee-Bissau ·
Irak ·
Ivoorkust ·
Jemen ·
Jordanië ·
Kaapverdië ·
Kameroen ·
Kenia ·
Lesotho ·
Libanon ·
Liberia ·
Libië ·
Madagaskar ·
Mali ·
Marokko ·
Mauritius ·
Mozambique ·
Niger ·
Oeganda ·
Oman ·
Palestina ·
Rwanda ·
Saoedi-Arabië ·
Senegal ·
Sierra Leone ·
Soedan ·
Somalië ·
Syrië ·
Tanzania ·
Togo ·
Tunesië ·
Verenigde Arabische Emiraten ·
Zambia ·
Zimbabwe ·
Zuid-Afrika ·
Zuid-Jemen ·
Zuid-Soedan
FUFA · 
A-internationals · 
Oegandees vrouwenelftal
Algerije ·
Angola ·
Bahrein ·
Benin ·
Botswana ·
Burkina Faso ·
Burundi ·
Centraal-Afrikaanse Republiek ·
Comoren ·
Congo-Brazzaville ·
Congo-Kinshasa ·
Djibouti ·
Ecuador ·
Egypte ·
Eritrea ·
Ethiopië ·
Gabon ·
Gambia ·
Ghana ·
Guinee ·
Guinee-Bissau ·
IJsland ·
Irak ·
Iran ·
Ivoorkust ·
Jemen ·
Kaapverdië ·
Kameroen ·
Kenia ·
Koeweit ·
Lesotho ·
Libanon ·
Liberia ·
Libië ·
Madagaskar ·
Malawi ·
Mali ·
Marokko ·
Mauritanië ·
Mauritius ·
Moldavië ·
Mozambique ·
Namibië ·
Niger ·
Nigeria ·
Oezbekistan ·
Rwanda ·
Saoedi-Arabië ·
Sao Tomé en Principe ·
Senegal ·
Seychellen ·
Slowakije · 
Soedan ·
Somalië ·
Tadzjikistan ·
Tanzania ·
Togo ·
Tsjaad ·
Tunesië ·
Turkmenistan ·
Zambia ·
Zimbabwe ·
Zuid-Afrika ·
Zuid-Soedan